# آرامگاه امامزاده محمد
بقعه امامزاده محمد مربوط به دوره صفوی است و در شهرستان مشهد، محله چهار ستون واقع شده و این اثر در تاریخ ۱۶ دی ۱۳۴۵ با شمارهٔ ثبت ۶۱۶ به‌عنوان یکی از آثار ملی ایران به ثبت رسیده است.